# Fantasma (física)
Fantasmas, em física, são estados não-físicos em uma teoria. Eles são estados de norma negativa ou campos com o sinal errado do termo cinético, como os fantasmas de Pauli-Villars, cuja existência permite que as probabilidades sejam negativas, violando assim a unitariedade.